# Corentin (prénom)
Pour les articles homonymes, voir Corentin.
Corentin est un nom propre utilisé comme prénom et comme nom de famille.

## Étymologie
D'origine bretonne, il est la forme française de Kaourentin (ou Kaourantin), diminutif de Kaourant, dont l'origine peut être le mot cobrand signifiant « secours » selon les mots cobir, cobair en vieil irlandais. On trouve également mentionnées une étymologie fondée sur l'existence du substantif kaour signifiant également « secours », ou encore une autre : kar (« ami ») et karent (« parent »), parfois aussi écrit korventenn qui signifie « tempête »[réf. nécessaire].

## Prénom
Corentin est un prénom masculin, fêté le 12 décembre. Sa forme féminine est Corentine. Il admet de nombreuses variantes : Kaou, Kaour, Kaoura, Kaourant, Kaourantin, Kaourintin, Kawrantin, et au féminin Kaourantina, Kaourintina ou ses diminutifs Tin, Tina, Tinaig. 

### Popularité du prénom
En France, ce prénom est rare au début du XXe siècle (quelques dizaines par an au maximum), devient très donné à partir de 1980 environ, pour plafonner vers 4 000 naissances par an en 1996, puis il décroît pour redescendre vers 1 000 en 2010. Début 2010, 50 715 personnes portent ce prénom, ce qui en fait le 149e du XXe siècle et le 43e en 2010 .

### Personnes portant ce prénom
- Pour voir toutes les pages commençant par Corentin, consulter la liste générée automatiquement pour le nom Corentin.

### Saint chrétien
- Corentin, l’un des sept saints fondateurs de la Bretagne. Il est le fondateur et le premier évêque de Quimper.

## Nom de famille
Corentin est également un nom de famille notamment porté par :
- Philippe Corentin, pseudonyme de Philippe Le Saux, né le 16 février 1936 à Boulogne-Billancourt, auteur et illustrateur français pour la jeunesse.